# Alloclubionoides jaegeri
Alloclubionoides jaegeri là một loài nhện trong họ Amaurobiidae.
Loài này thuộc chi Alloclubionoides. Alloclubionoides jaegeri được Joo-Pil Kim miêu tả năm 2007.